# Cordia tenuifolia
Cordia tenuifolia là loài thực vật có hoa trong họ Mồ hôi. Loài này được Bertol. mô tả khoa học đầu tiên năm 1861.